# Comitatul Beaver, Utah
Comitatul Beaver, conform originalului din limba engleză, Beaver County, este unul din cele 29 de comitate ale statului american Utah.  Sediul comitatului este orașul omonim, Beaver. Denominarea Beaver County, Utah are codul FIPS de 49 - 001 Arhivat în 29 iunie 2011, la Wayback Machine..
Fondat în 1856, comitatul a fost numit după abundența de castori (castorul nord-american, Castor canadensis) care existau în abundență în zonă la data fondării acestuia. Conform recensământului Statelor Unite Census 2000, efectuat de United States Census Bureau, populația totală era de 6,204 de locuitori, o creștere cu 26 % față de anul recensământului anterior (1990) 4.765.

## Geografie

### Comitate adiacente
- Comitatul Millard, statul Utah - la nord
- Comitatul Sevier, statul Utah - la est (1)
- Comitatul Piute, statul Utah - la est (2)
- Comitatul Iron, statul Utah - la sud
- Comitatul Lincoln, statul Nevada - la vest

### Zone protejate național
- Fishlake National Forest (parțial)

### Localități urbane
- Beaver
- Greenville
- Milford
- Minersville

## Demografie
|  | Graficele sunt indisponibile din cauza unor probleme tehnice. Mai multe informații se găsesc la Phabricator și la wiki-ul MediaWiki. |

Date: Wikidata - grafică realizată de Wikipedia

## Galerie de imagini

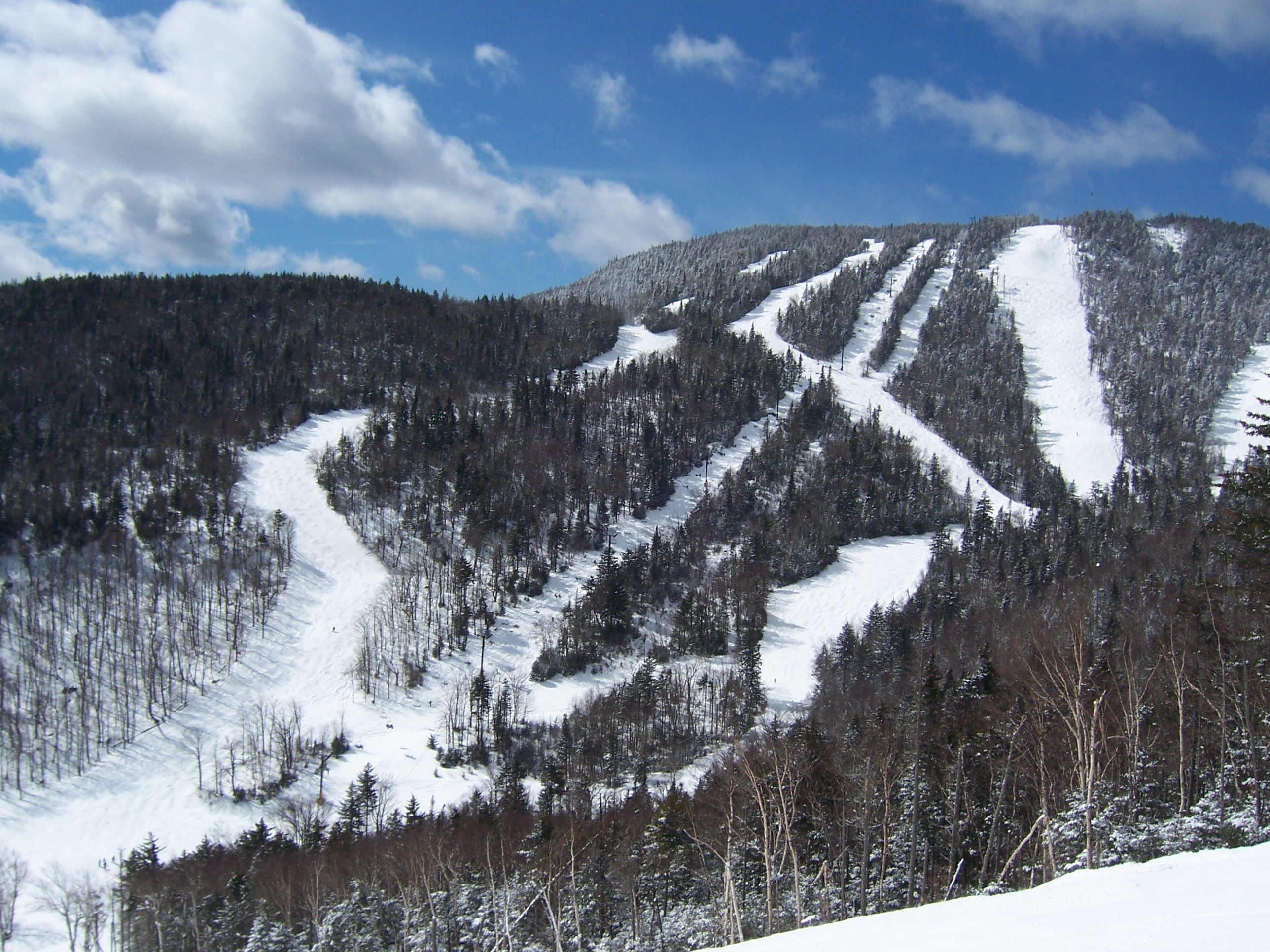
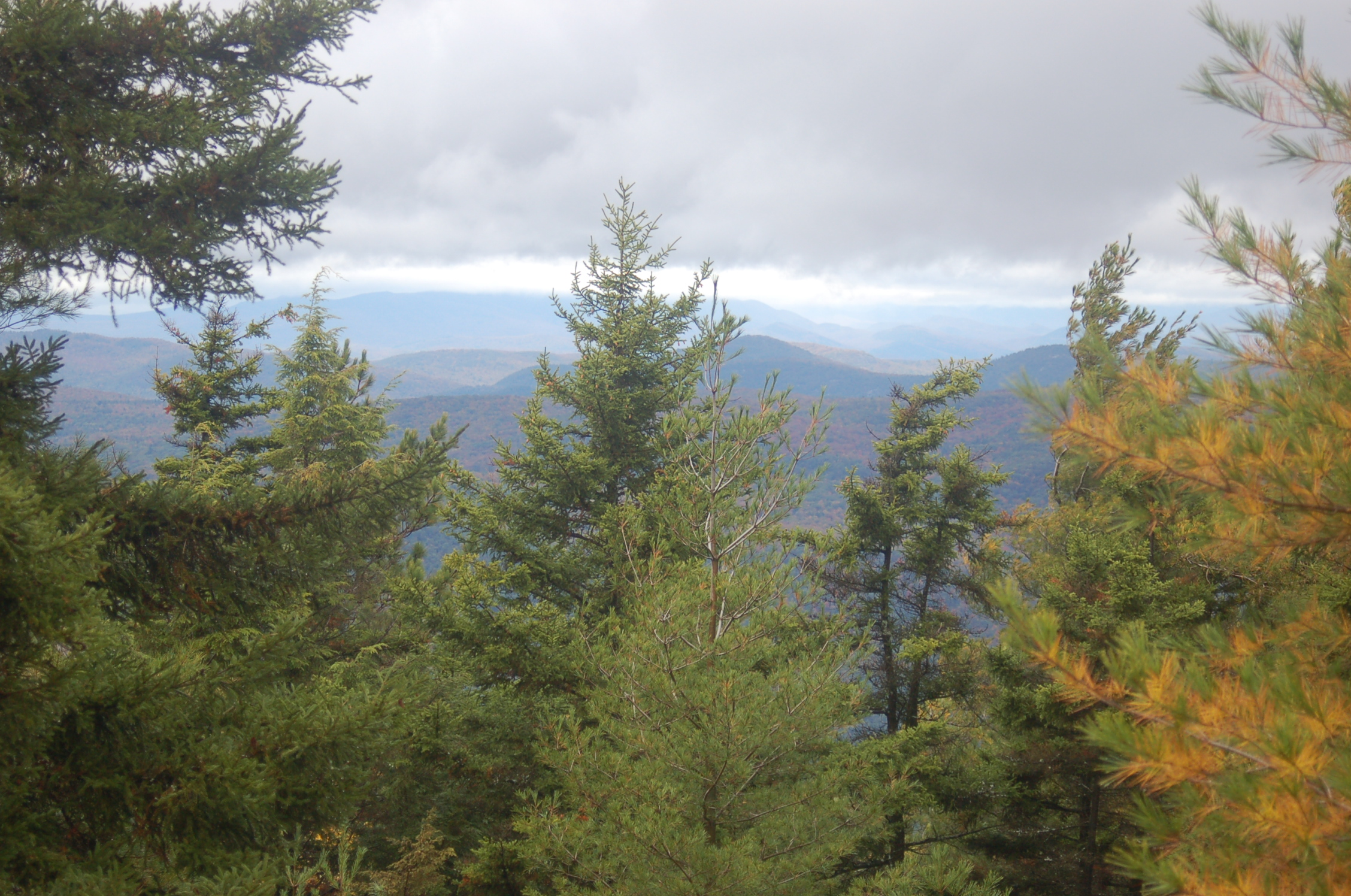
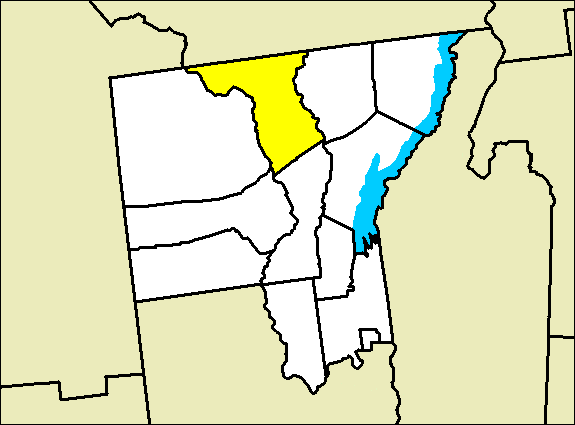
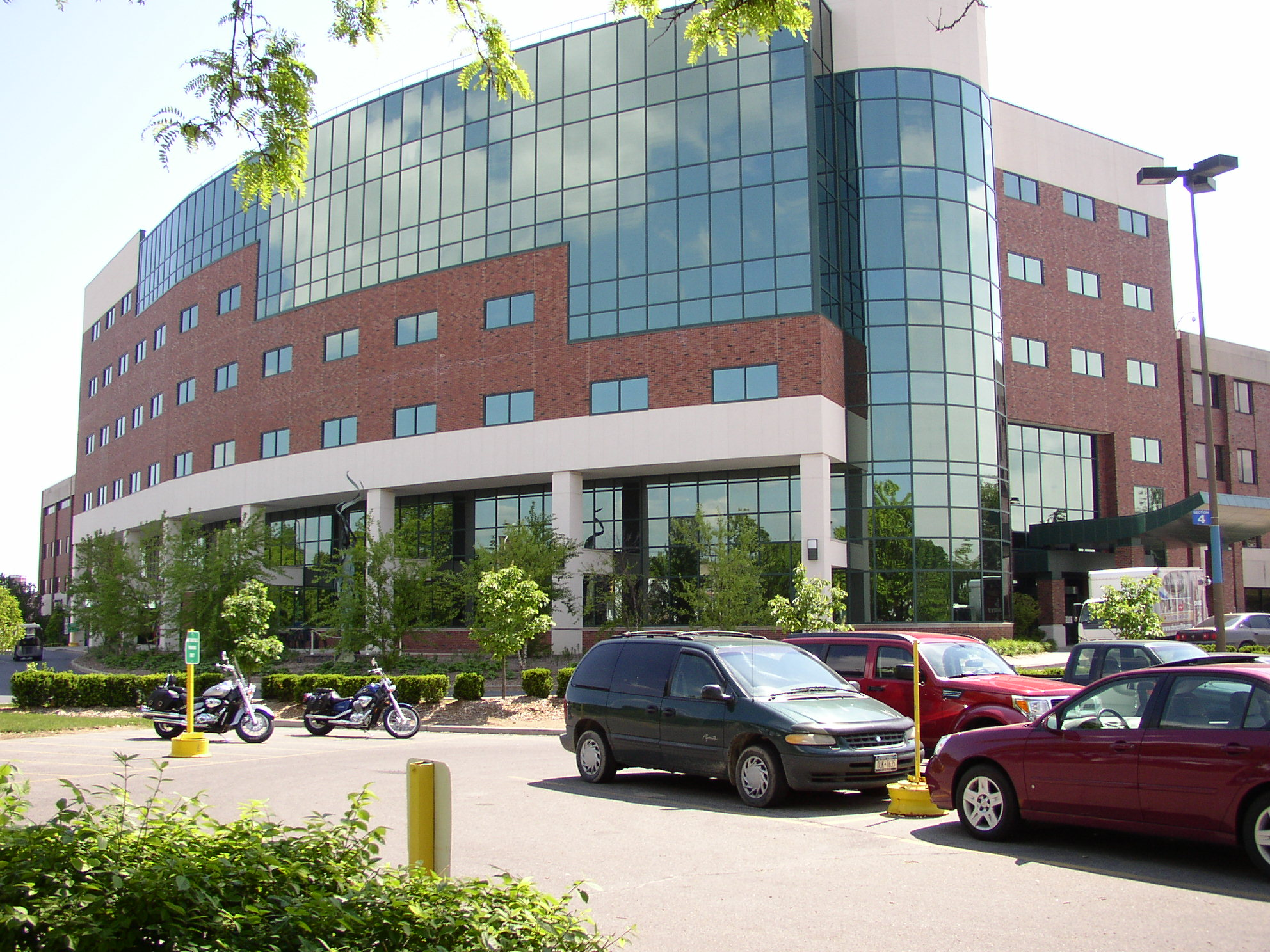

-->